# Tour du Cap
Le Tour du Cap (Giro del Capo) est une course par étapes sud-africaine créée en 1992.
Elle était classée en catégorie 2.2 dans l'UCI Africa Tour, de 2005 à 2008 et en 2011. En 2009, la course a lieu sous forme de 4 challenges. L'épreuve disparaît en 2010 avant de redevenir une épreuve nationale en 2021..

## Palmarès
| Année | Vainqueur             | Deuxième           | Troisième                  |
| ----- | --------------------- | ------------------ | -------------------------- |
| 1992  | Andrew MacLean        |                    |                            |
| 1993  | Andrew MacLean        | Willy Engelbrecht  | Mikhail Teteriouk          |
| 1994  | Andrew MacLean        |                    |                            |
| 1995  | Michael Andersson     |                    |                            |
| 1996  | Scott Mercier         | Andrew MacLean     | Sergueï Ivanov             |
| 1997  | Andrew MacLean        | Matthew White      | Paul Brosnan               |
| 1998  | Timothy David Jones   | Harald Morscher    | Salvatore Commesso         |
| 1999  | Davy Dubbeldam (nl)   | David George       | Nicholas White             |
| 2000  | Nicholas White        | Kosie Loubser      | Jac-Louis Van Wyck         |
| 2001  | Piotr Chmielewski     | Nicholas White     | Lubor Tesař                |
| 2002  | David George          | Daniel Spence      | Piotr Chmielewski          |
| 2003  | David George          | Darren Lill        | Jacobus Odendaal           |
| 2004  | David George          | Neil MacDonald     | Lubor Tesař                |
| 2005  | Tiaan Kannemeyer      | Ryan Cox           | David Kopp                 |
| 2006  | Peter Velits          | David George       | Ryan Cox                   |
| 2007  | Alexander Efimkin     | Félix Cárdenas     | David George               |
| 2008  | Christian Pfannberger | Christopher Froome | Jacques Janse van Rensburg |

| Année | Challenge 1   | Challenge 2        | Challenge 3    | Challenge 4 |
| ----- | ------------- | ------------------ | -------------- | ----------- |
| 2009  | Robert Hunter | Christopher Froome | Steve Cummings | Arran Brown |

| Année | Vainqueur      | Deuxième       | Troisième      |
| ----- | -------------- | -------------- | -------------- |
| 2010  | David George   | Kevin Evans    | Burry Stander  |
| 2021  | Brandon Downes | Hendrik Kruger | Travis Stedman |
| 2022  | Brandon Downes | Byron Munton   | Alan Hatherly  |
| 2023  | Kent Main      | Brandon Downes | Jaco Venter    |
| 2024  | Alan Hatherly  | Marc Pritzen   | Kent Main      |
| 2025  | Sascha Weber   | Brandon Downes | Kent Main      |